# Guan xiulador de Trinitat
El guan xiulador de Trinitat (Pipile pipile) és una espècie d'ocell de la família dels cràcids (Cracidae) que habita zones de selva de l'illa Trinitat, a les Antilles.